# Varennes (Tarn-et-Garonne)
Varennes is een gemeente in het Franse departement Tarn-et-Garonne (regio Occitanie) en telt 465 inwoners (2004). De plaats maakt deel uit van het arrondissement Montauban.

## Geografie
De oppervlakte van Varennes bedraagt 14,6 km², de bevolkingsdichtheid is 31,8 inwoners per km².
De onderstaande kaart toont de ligging van Varennes (Tarn-et-Garonne) met de belangrijkste infrastructuur en aangrenzende gemeenten.

## Demografie
Onderstaande figuur toont het verloop van het inwonertal (bron: INSEE-tellingen).

1. ↑  Populations de référence 2022.